# 底本學說

底本學說（英語：Documentary hypothesis，縮寫為 DH），又稱文獻假說，是對於《希伯来圣经》（即基督教《舊約聖經》）內容來源的一種解釋。1876年由德國聖經學者尤利烏斯·威爾豪森提出，又被稱為威爾豪森假設（Wellhausen hypothesis）。
這個理論認為《摩西五经》，即《創世記》、《出埃及記》、《利未記》、《民數記》和《申命記》中的內容，是來自於不同来源文件的组合而成，而不是由一位作者独立创作。它對《舊約聖經》的不同段落間的內容衝突做出了合理解釋，也能夠據此來了解聖經文獻的形成過程與歷史，因此被認為是現代聖經學的基石之一。

## 底本分類
聖經詮釋學者分析舊約聖經的內容，認為它們是由不同年代、不同來源的文件，隨著歷史演進，慢慢被編輯而成。學者根據他們文句的風格不同，將其分析出五個來源：
1. 耶和華文獻（The Jahwist），簡稱J典、或耶典，因文集均稱呼上帝為耶和華而得名。約成書於公元前950年前後。
2. 伊羅興文獻（The Elohist），簡稱E典、或伊典，此文獻稱呼上帝為伊羅興。約成書於公元前721年前後。
3. 申命記文獻（The Deuteronomist），簡稱D典、或申典。約成書於公元前650年前後。
4. 祭司文獻（Priestly Book），簡稱P典、或祭司典。約成書於公元前538年前後。
5. 妥拉編輯者（Torah redactors），約成書於公元前450年前後。

其中，以耶和華文獻與伊羅興文獻最早出現，後來又加入申命記文獻，被編輯成《摩西五經》。之後，又加入祭司文獻，最終則是妥拉編輯者，最終形成今天所見的舊約聖經。

## 相關學說
基於底本學說，聖經研究學者又建立出一些不同流派。最主要的是補編假說（Supplementary hypothesis）與片段假說（Fragmentary Hypothesis）。